# Agnieszka Takeya
Agnieszka Takeya, Inès Takeya (jap. イネス竹屋 Inesu Takeya;  zm. 10 września 1622 w Nagasaki) – błogosławiona Kościoła katolickiego, japońska męczennica.

## Życiorys
Była żoną koreańskiego wiernego świeckiego Kosmy Takeya Sozaburō, jeńca wojennego z czasów inwazji Japonii na Koreę (1592-1598). Podobnie jak jej mąż, była członkinią Bractwa Różańcowego. W tym czasie w Japonii trwały prześladowania chrześcijan. Razem z mężem i innymi osobami przebywającymi w tym czasie w domu, aresztowano ją w nocy 13 grudnia 1618 za ukrywanie misjonarzy (których również wtedy uwięziono).
Jej męża stracono w listopadzie 1619 r. za pomaganie misjonarzom. Natomiast Agnieszka Takeya została ścięta w Nagasaki 10 września 1622 roku razem z 29 innymi wiernymi. Jej 12-letni syn Franciszek zginął następnego dnia wraz z dwiema kolejnymi osobami.
Beatyfikował ją papież Pius IX w dniu 7 lipca 1867, razem z mężem i synem, w grupie 205 męczenników japońskich, z okresu prześladowań chrześcijan w latach 1618-1632.
Jej wspomnienie liturgiczne obchodzone jest 10 września.